# Monkey Mia
Monkey Mia est une ville touristique australienne située sur la côte ouest de l'Australie-Occidentale, dans la baie Shark classée au Patrimoine mondial de l'UNESCO.
Les touristes qui se rendent à la plage de Monkey Mia peuvent observer des grands dauphins, présents presque tous les matins. Les plus chanceux pourront même les nourrir. Seules quelques personnes sont tirées au sort par les organisateurs.
Les personnes qui travaillent à Monkey Mia sont des touristes bénévoles, présents pour quelques semaines. Les bénévoles sont guidés par les Rangers qui vous raconteront l'histoire de Monkey Mia avant la séance de nourrissage des dauphins.
Parmi les autres activités touristiques de Monkey Mia, sont organisées des visites d'une ferme perlière et de territoires aborigènes.

## Origine
Le mot « Mia » signifie « maison » ou « abri » en langue aborigène locale. « Monkey », qui signifie littéralement « singe » en anglais, pourrait désigner un navire qui était ancré à cet endroit au XIXe siècle, en relation avec les activités perlières du site.
Selon une autre hypothèse, soutenue notamment par le Nomenclature Advisory Committee of the Department of Lands and Survey, « monkey » pourrait être le surnom des pêcheurs de perle malais qui travaillaient dans la région ou le surnom d'animaux locaux.

## Histoire
Le site apparaît dans les répertoires topographiques en 1890 en tant que base pour les activités perlières et de pêche.
Au début des années 1960, un pêcheur et sa femme auraient commencé à nourrir des grands dauphins, au retour de leurs campagnes.

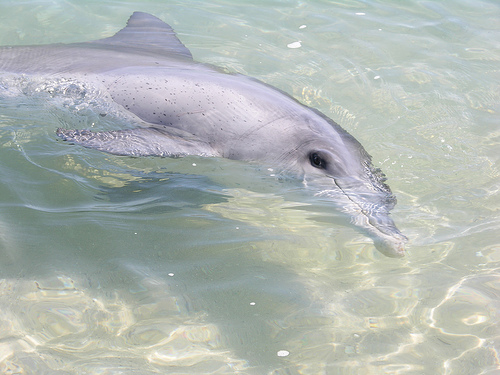
Un des célèbres grands dauphins de Monkey Mia.

Vers la même époque, peut être en 1964 une jeune fille de passage pour les vacances aurait commencé à nourrir les dauphins autour de la jetée. Elle finit par attirer les dauphins jusqu’à la plage et les nourrit régulièrement. L’un des dauphins serait devenu très amical. Les pêcheurs l’appelaient « Old Charlie », bien qu’il s’agissait probablement d’une femelle.
Ce dauphin devint une légende et l’on raconte même qu’il laissait les enfants s’asseoir sur lui tandis que les parents prenaient des photos. Charlie se montrait au bout de la jetée chaque matin à 7h15, encerclant les harengs pour les pousser vers les pêcheurs.
La nouvelle de la présence de dauphins sur la plage attira de nombreux curieux. En 1985, un centre d'information fut créé. En 1988, le gouvernement accorda des subventions pour l'équipement du secteur en routes d'accès, parkings et autres facilités touristiques.
Ces interactions entre humains et dauphins sont cependant contrôlées et limitées afin de ne pas nuire au développement voire à la survie des animaux.
En novembre 1990, la zone côtière autour de Monkey Moa fut déclarée Parc naturel et protégée par le Department of Conservation and Land Management.
Récemment, une grande attention a été portée au patrimoine aborigène. Les visiteurs sont incités au respect des espaces naturels et culturels traversés.

## Sources et références
- (en) Site officiel de Monkey Mia
- (en) Information pour être bénévole et travailler avec les dauphins
- (fr) Météo à Monkey Mia

1. ↑   Site spécialisé sur les grands dauphins de Monkey Mia